# 鳳潁六泗道
鳳潁六泗道，清朝地方行政区划中的道。

## 沿革
康熙九年四月（1670年5月），置分巡庐凤道，领庐州府、凤阳府，治凤阳府。雍正二年九月（1724年11月），颍州直隶州、泗州直隶州、六安直隶州来属。雍正十一年十二月（1734年1月），析江安十府粮储道领之滁州直隶州、和州直隶州来属。乾隆三十二年（1767年），该道加兵备。咸丰五年十月（1855年11月），析安徽宁池太广道领之安庆府来属。
同治四年六月（1865年7月），置安庐滁和道，析安庆府、庐州府、滁州直隶州、和州直隶州往属之。本道遂改道名为凤颍六泗道。该道领凤阳府、颍州府、六安直隶州、泗州直隶州，治凤阳府。带兵备衔。
光绪三十四年五月（1908年6月），本道改置分巡皖北道，领凤阳府、庐州府、颍州府、滁州直隶州、和州直隶州、六安直隶州、泗州直隶州，治凤阳府。带兵备衔。该道设至清朝结束。